# Kolarz (żołnierz)

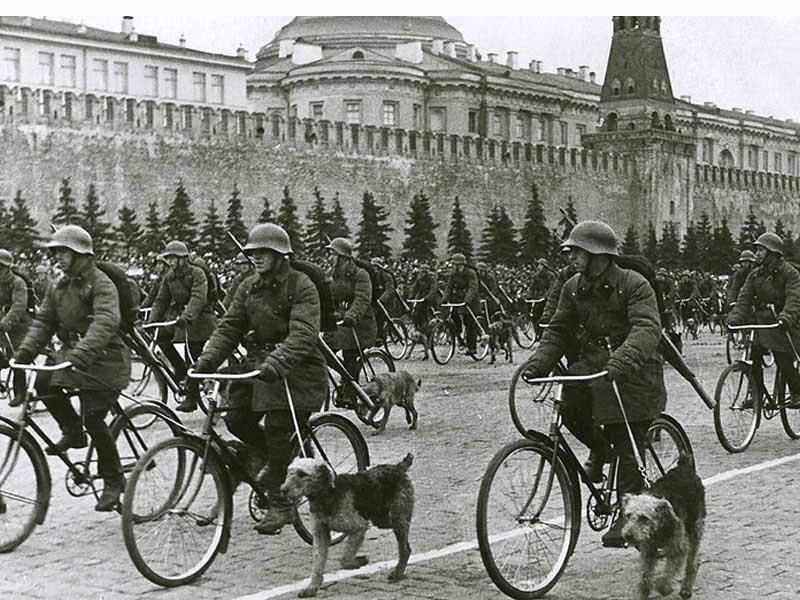
Radzieccy kolarze (1938)

Żołnierz-kolarz (cyklista) – żołnierz poruszający się rowerem.
Oddziały kolarzy (cyklistów) tworzone w II Rzeczypospolitej posiadały wyposażenie zasadnicze podobne jak ułani, ale przewozili je w chlebaku na bagażniku zamiast na siodle i w sakwach.